# Liste der Kulturdenkmäler in Pleizenhausen
In der Liste der Kulturdenkmäler in Pleizenhausen sind alle Kulturdenkmäler der rheinland-pfälzischen Ortsgemeinde Pleizenhausen aufgeführt. Grundlage ist die Denkmalliste des Landes Rheinland-Pfalz (Stand: 27. Oktober 2023).

## Einzeldenkmäler
| Bezeichnung                     | Lage                      | Baujahr                | Beschreibung                                                            | Bild                           |
| ------------------------------- | ------------------------- | ---------------------- | ----------------------------------------------------------------------- | ------------------------------ |
| Katholische Kirche St. Wendelin | Hauptstraße 4 Lage        | 1772                   | Saalbau, bezeichnet 1772; davor Kreuz                                   | weitere Bilder Fotos hochladen |
| Hofanlage                       | Hauptstraße 7 Lage        | frühes 19. Jahrhundert | Hakenhof; Krüppelwalmdachbau, Fachwerk verputzt, frühes 19. Jahrhundert | Fotos hochladen                |
| Evangelische Pfarrkirche        | Oberweseler Straße 2 Lage | 1794                   | Saalbau, bezeichnet 1794; bauliche Gesamtanlage mit Friedhof            | weitere Bilder Fotos hochladen |